# Heteropoda kabaenae
Heteropoda kabaenae är en spindelart som beskrevs av Embrik Strand 1911. Heteropoda kabaenae ingår i släktet Heteropoda och familjen jättekrabbspindlar. Inga underarter finns listade i Catalogue of Life.